# Jimmy Valoyes
Jimmy Valoyes Córdoba (Riosucio, Caldas, Colombia; 30 de noviembre de 1986) es un futbolista colombiano nacionalizado peruano, de padre Argentino y madre Uruguaya. Juega como defensa central y su equipo actual es el Cienciano de la Primera División del Perú.

## Trayectoria
Valoyes estuvo dos años y medio sin jugar al fútbol profesional, trabajó en una gasolinera. Con el C. D. Dragón en 2 años jugó 69 partidos siendo uno de los referentes del equipo.
Luego pasó al C. D. Águila donde pasó sus mejores años como futbolista. Alternó en 97 partidos y anotó 7 goles.
A pesar de tener contrato vigente con emplumados, Valoyes se despidió de los hinchas y de la institución en medio de cierta polémica, argumentando que se marcharía a Cortuluá. Finalmente los clubes en disputa se pusieron de acuerdo para una transferencia, lo cual se logró cerrar sin problemas.
Con Cortuluá tuvo la continuidad deseada, jugando 18 partidos de 20 posibles. Sin embargo, en lo colectivo le fue mal y descendió de categoría. Jugó al lado de Carlos Carbonero.
A inicios del 2018 fichó por Deportivo Pasto. 
A mitad del 2018 ficha por el Águila de El Salvador
Para el siguiente año firmó por el recién ascendido de la Pirata F. C. de Perú. Fue uno de los jugadores más regulares del elenco norteño, sin embargo, no pudo evitar el descenso de su equipo. Jugó un total de 28 partidos, logrando anotar un gol.
Luego de su buen paso por Piratas donde fue el capitán, fue el primer refuerzo de Sport Huancayo por toda la temporada 2020. Jugó la Copa Sudamericana 2020, siendo uno de los jugadores más destacados del club huancaíno.
Para la temporada 2024, fue anunciado como nuevo refuerzo del UTC de Cajamarca.
En la segunda parte de la temporada, ficha por el Cienciano.

## Clubes
Actualizado al último partido disputado el 21 de septiembre de 2024.
| Club             | País          | Año           | Partidos | Goles |
| ---------------- | ------------- | ------------- | -------- | ----- |
| Atlético Balboa  | El Salvador   | 2012          |          |       |
| Dragón           | El Salvador   | 2013-2015     | 69       | 3     |
| Águila           | El Salvador   | 2015-2017     | 97       | 7     |
| Cortuluá         | Colombia      | 2017          | 18       | 0     |
| Deportivo Pasto  | Colombia      | 2018          | 15       | 0     |
| Águila           | El Salvador   | 2018          | 21       | 1     |
| Pirata F. C.     | Perú          | 2019          | 28       | 1     |
| Sport Huancayo   | Perú          | 2020-2023     | 122      | 5     |
| UTC de Cajamarca | Perú          | 2024          | 17       | 0     |
| Cienciano        | Perú          | 2024-         | 16       | 1     |
| Total carrera    | Total carrera | Total carrera | 403      | 18    |

## Palmarés

### Distinciones individuales
| Distinción                                                                | Año  |
| ------------------------------------------------------------------------- | ---- |
| Preseleccionado como defensa en el mejor once de la Liga 1 según la SAFAP | 2020 |